# Dam (schack)
Damen, eller drottningen, är en av de sex schackpjäserna. I svensk schacknotation betecknas damen med bokstaven D. I böcker och tidskrifter används ofta i stället ett piktogram: ♕
Damen är den starkaste pjäsen i schack då hon kan förflytta sig ett valfritt antal rutor vertikalt, horisontellt eller diagonalt. 
Eftersom damen är den starkaste pjäsen, så brukar spelare i de flesta fallen promovera till just en dam. Det brukar kallas att bonden går i dam. 
I de ursprungliga, asiatiska varianterna av schack kallades damen för rådgivaren och var en betydligt svagare pjäs. Damen fick sin stora rörelsefrihet och styrka när de moderna schackreglerna etablerades i Sydeuropa på 1400-talet.
Vid ett schackpartis början har de båda spelarna en dam vardera, placerad bredvid kungen. 

## Placering och rörelsemönster
Den vita damen börjar på ruta d1, medan den svarta damen börjar på ruta d8. Med schackbrädet riktat korrekt börjar den vita damen på en vit ruta och den svarta damen börjar på en svart ruta – där minnesregeln "damens färg matchar rutan" härstammar från (latin: servat rēgīna colōrem).
Damen kan förflytta sig ett valfritt antal rutor vertikalt, horisontellt eller diagonalt (i en rak linje), utan att hoppa över någon av motståndarens eller ens egna pjäser. Det betyder att damen är som en kombination av ett torn och en löpare. Damen tar en motståndares pjäs genom att ockupera den ruta som motståndarens pjäs står på.
|   | a                                     | b                                     | c                                     | d                                     | e                                     | f                                     | g                                     | h                                     |   |
| 8 | d8 svart drottning · d1 vit drottning | d8 svart drottning · d1 vit drottning | d8 svart drottning · d1 vit drottning | d8 svart drottning · d1 vit drottning | d8 svart drottning · d1 vit drottning | d8 svart drottning · d1 vit drottning | d8 svart drottning · d1 vit drottning | d8 svart drottning · d1 vit drottning | 8 |
| 7 | d8 svart drottning · d1 vit drottning | d8 svart drottning · d1 vit drottning | d8 svart drottning · d1 vit drottning | d8 svart drottning · d1 vit drottning | d8 svart drottning · d1 vit drottning | d8 svart drottning · d1 vit drottning | d8 svart drottning · d1 vit drottning | d8 svart drottning · d1 vit drottning | 7 |
| 6 | d8 svart drottning · d1 vit drottning | d8 svart drottning · d1 vit drottning | d8 svart drottning · d1 vit drottning | d8 svart drottning · d1 vit drottning | d8 svart drottning · d1 vit drottning | d8 svart drottning · d1 vit drottning | d8 svart drottning · d1 vit drottning | d8 svart drottning · d1 vit drottning | 6 |
| 5 | d8 svart drottning · d1 vit drottning | d8 svart drottning · d1 vit drottning | d8 svart drottning · d1 vit drottning | d8 svart drottning · d1 vit drottning | d8 svart drottning · d1 vit drottning | d8 svart drottning · d1 vit drottning | d8 svart drottning · d1 vit drottning | d8 svart drottning · d1 vit drottning | 5 |
| 4 | d8 svart drottning · d1 vit drottning | d8 svart drottning · d1 vit drottning | d8 svart drottning · d1 vit drottning | d8 svart drottning · d1 vit drottning | d8 svart drottning · d1 vit drottning | d8 svart drottning · d1 vit drottning | d8 svart drottning · d1 vit drottning | d8 svart drottning · d1 vit drottning | 4 |
| 3 | d8 svart drottning · d1 vit drottning | d8 svart drottning · d1 vit drottning | d8 svart drottning · d1 vit drottning | d8 svart drottning · d1 vit drottning | d8 svart drottning · d1 vit drottning | d8 svart drottning · d1 vit drottning | d8 svart drottning · d1 vit drottning | d8 svart drottning · d1 vit drottning | 3 |
| 2 | d8 svart drottning · d1 vit drottning | d8 svart drottning · d1 vit drottning | d8 svart drottning · d1 vit drottning | d8 svart drottning · d1 vit drottning | d8 svart drottning · d1 vit drottning | d8 svart drottning · d1 vit drottning | d8 svart drottning · d1 vit drottning | d8 svart drottning · d1 vit drottning | 2 |
| 1 | d8 svart drottning · d1 vit drottning | d8 svart drottning · d1 vit drottning | d8 svart drottning · d1 vit drottning | d8 svart drottning · d1 vit drottning | d8 svart drottning · d1 vit drottning | d8 svart drottning · d1 vit drottning | d8 svart drottning · d1 vit drottning | d8 svart drottning · d1 vit drottning | 1 |
|   | a                                     | b                                     | c                                     | d                                     | e                                     | f                                     | g                                     | h                                     |   |

|   | a | b | c | d | e | f | g | h |   |
| 8 | d8 vit cirkel · h8 vit cirkel · a7 vit cirkel · d7 vit cirkel · g7 vit cirkel · b6 vit cirkel · d6 vit cirkel · f6 vit cirkel · c5 vit cirkel · d5 vit cirkel · e5 vit cirkel · a4 vit cirkel · b4 vit cirkel · c4 vit cirkel · d4 vit drottning · e4 vit cirkel · f4 vit cirkel · g4 vit cirkel · h4 vit cirkel · c3 vit cirkel · d3 vit cirkel · e3 vit cirkel · b2 vit cirkel · d2 vit cirkel · f2 vit cirkel · a1 vit cirkel · d1 vit cirkel · g1 vit cirkel | d8 vit cirkel · h8 vit cirkel · a7 vit cirkel · d7 vit cirkel · g7 vit cirkel · b6 vit cirkel · d6 vit cirkel · f6 vit cirkel · c5 vit cirkel · d5 vit cirkel · e5 vit cirkel · a4 vit cirkel · b4 vit cirkel · c4 vit cirkel · d4 vit drottning · e4 vit cirkel · f4 vit cirkel · g4 vit cirkel · h4 vit cirkel · c3 vit cirkel · d3 vit cirkel · e3 vit cirkel · b2 vit cirkel · d2 vit cirkel · f2 vit cirkel · a1 vit cirkel · d1 vit cirkel · g1 vit cirkel | d8 vit cirkel · h8 vit cirkel · a7 vit cirkel · d7 vit cirkel · g7 vit cirkel · b6 vit cirkel · d6 vit cirkel · f6 vit cirkel · c5 vit cirkel · d5 vit cirkel · e5 vit cirkel · a4 vit cirkel · b4 vit cirkel · c4 vit cirkel · d4 vit drottning · e4 vit cirkel · f4 vit cirkel · g4 vit cirkel · h4 vit cirkel · c3 vit cirkel · d3 vit cirkel · e3 vit cirkel · b2 vit cirkel · d2 vit cirkel · f2 vit cirkel · a1 vit cirkel · d1 vit cirkel · g1 vit cirkel | d8 vit cirkel · h8 vit cirkel · a7 vit cirkel · d7 vit cirkel · g7 vit cirkel · b6 vit cirkel · d6 vit cirkel · f6 vit cirkel · c5 vit cirkel · d5 vit cirkel · e5 vit cirkel · a4 vit cirkel · b4 vit cirkel · c4 vit cirkel · d4 vit drottning · e4 vit cirkel · f4 vit cirkel · g4 vit cirkel · h4 vit cirkel · c3 vit cirkel · d3 vit cirkel · e3 vit cirkel · b2 vit cirkel · d2 vit cirkel · f2 vit cirkel · a1 vit cirkel · d1 vit cirkel · g1 vit cirkel | d8 vit cirkel · h8 vit cirkel · a7 vit cirkel · d7 vit cirkel · g7 vit cirkel · b6 vit cirkel · d6 vit cirkel · f6 vit cirkel · c5 vit cirkel · d5 vit cirkel · e5 vit cirkel · a4 vit cirkel · b4 vit cirkel · c4 vit cirkel · d4 vit drottning · e4 vit cirkel · f4 vit cirkel · g4 vit cirkel · h4 vit cirkel · c3 vit cirkel · d3 vit cirkel · e3 vit cirkel · b2 vit cirkel · d2 vit cirkel · f2 vit cirkel · a1 vit cirkel · d1 vit cirkel · g1 vit cirkel | d8 vit cirkel · h8 vit cirkel · a7 vit cirkel · d7 vit cirkel · g7 vit cirkel · b6 vit cirkel · d6 vit cirkel · f6 vit cirkel · c5 vit cirkel · d5 vit cirkel · e5 vit cirkel · a4 vit cirkel · b4 vit cirkel · c4 vit cirkel · d4 vit drottning · e4 vit cirkel · f4 vit cirkel · g4 vit cirkel · h4 vit cirkel · c3 vit cirkel · d3 vit cirkel · e3 vit cirkel · b2 vit cirkel · d2 vit cirkel · f2 vit cirkel · a1 vit cirkel · d1 vit cirkel · g1 vit cirkel | d8 vit cirkel · h8 vit cirkel · a7 vit cirkel · d7 vit cirkel · g7 vit cirkel · b6 vit cirkel · d6 vit cirkel · f6 vit cirkel · c5 vit cirkel · d5 vit cirkel · e5 vit cirkel · a4 vit cirkel · b4 vit cirkel · c4 vit cirkel · d4 vit drottning · e4 vit cirkel · f4 vit cirkel · g4 vit cirkel · h4 vit cirkel · c3 vit cirkel · d3 vit cirkel · e3 vit cirkel · b2 vit cirkel · d2 vit cirkel · f2 vit cirkel · a1 vit cirkel · d1 vit cirkel · g1 vit cirkel | d8 vit cirkel · h8 vit cirkel · a7 vit cirkel · d7 vit cirkel · g7 vit cirkel · b6 vit cirkel · d6 vit cirkel · f6 vit cirkel · c5 vit cirkel · d5 vit cirkel · e5 vit cirkel · a4 vit cirkel · b4 vit cirkel · c4 vit cirkel · d4 vit drottning · e4 vit cirkel · f4 vit cirkel · g4 vit cirkel · h4 vit cirkel · c3 vit cirkel · d3 vit cirkel · e3 vit cirkel · b2 vit cirkel · d2 vit cirkel · f2 vit cirkel · a1 vit cirkel · d1 vit cirkel · g1 vit cirkel | 8 |
| 7 | d8 vit cirkel · h8 vit cirkel · a7 vit cirkel · d7 vit cirkel · g7 vit cirkel · b6 vit cirkel · d6 vit cirkel · f6 vit cirkel · c5 vit cirkel · d5 vit cirkel · e5 vit cirkel · a4 vit cirkel · b4 vit cirkel · c4 vit cirkel · d4 vit drottning · e4 vit cirkel · f4 vit cirkel · g4 vit cirkel · h4 vit cirkel · c3 vit cirkel · d3 vit cirkel · e3 vit cirkel · b2 vit cirkel · d2 vit cirkel · f2 vit cirkel · a1 vit cirkel · d1 vit cirkel · g1 vit cirkel | d8 vit cirkel · h8 vit cirkel · a7 vit cirkel · d7 vit cirkel · g7 vit cirkel · b6 vit cirkel · d6 vit cirkel · f6 vit cirkel · c5 vit cirkel · d5 vit cirkel · e5 vit cirkel · a4 vit cirkel · b4 vit cirkel · c4 vit cirkel · d4 vit drottning · e4 vit cirkel · f4 vit cirkel · g4 vit cirkel · h4 vit cirkel · c3 vit cirkel · d3 vit cirkel · e3 vit cirkel · b2 vit cirkel · d2 vit cirkel · f2 vit cirkel · a1 vit cirkel · d1 vit cirkel · g1 vit cirkel | d8 vit cirkel · h8 vit cirkel · a7 vit cirkel · d7 vit cirkel · g7 vit cirkel · b6 vit cirkel · d6 vit cirkel · f6 vit cirkel · c5 vit cirkel · d5 vit cirkel · e5 vit cirkel · a4 vit cirkel · b4 vit cirkel · c4 vit cirkel · d4 vit drottning · e4 vit cirkel · f4 vit cirkel · g4 vit cirkel · h4 vit cirkel · c3 vit cirkel · d3 vit cirkel · e3 vit cirkel · b2 vit cirkel · d2 vit cirkel · f2 vit cirkel · a1 vit cirkel · d1 vit cirkel · g1 vit cirkel | d8 vit cirkel · h8 vit cirkel · a7 vit cirkel · d7 vit cirkel · g7 vit cirkel · b6 vit cirkel · d6 vit cirkel · f6 vit cirkel · c5 vit cirkel · d5 vit cirkel · e5 vit cirkel · a4 vit cirkel · b4 vit cirkel · c4 vit cirkel · d4 vit drottning · e4 vit cirkel · f4 vit cirkel · g4 vit cirkel · h4 vit cirkel · c3 vit cirkel · d3 vit cirkel · e3 vit cirkel · b2 vit cirkel · d2 vit cirkel · f2 vit cirkel · a1 vit cirkel · d1 vit cirkel · g1 vit cirkel | d8 vit cirkel · h8 vit cirkel · a7 vit cirkel · d7 vit cirkel · g7 vit cirkel · b6 vit cirkel · d6 vit cirkel · f6 vit cirkel · c5 vit cirkel · d5 vit cirkel · e5 vit cirkel · a4 vit cirkel · b4 vit cirkel · c4 vit cirkel · d4 vit drottning · e4 vit cirkel · f4 vit cirkel · g4 vit cirkel · h4 vit cirkel · c3 vit cirkel · d3 vit cirkel · e3 vit cirkel · b2 vit cirkel · d2 vit cirkel · f2 vit cirkel · a1 vit cirkel · d1 vit cirkel · g1 vit cirkel | d8 vit cirkel · h8 vit cirkel · a7 vit cirkel · d7 vit cirkel · g7 vit cirkel · b6 vit cirkel · d6 vit cirkel · f6 vit cirkel · c5 vit cirkel · d5 vit cirkel · e5 vit cirkel · a4 vit cirkel · b4 vit cirkel · c4 vit cirkel · d4 vit drottning · e4 vit cirkel · f4 vit cirkel · g4 vit cirkel · h4 vit cirkel · c3 vit cirkel · d3 vit cirkel · e3 vit cirkel · b2 vit cirkel · d2 vit cirkel · f2 vit cirkel · a1 vit cirkel · d1 vit cirkel · g1 vit cirkel | d8 vit cirkel · h8 vit cirkel · a7 vit cirkel · d7 vit cirkel · g7 vit cirkel · b6 vit cirkel · d6 vit cirkel · f6 vit cirkel · c5 vit cirkel · d5 vit cirkel · e5 vit cirkel · a4 vit cirkel · b4 vit cirkel · c4 vit cirkel · d4 vit drottning · e4 vit cirkel · f4 vit cirkel · g4 vit cirkel · h4 vit cirkel · c3 vit cirkel · d3 vit cirkel · e3 vit cirkel · b2 vit cirkel · d2 vit cirkel · f2 vit cirkel · a1 vit cirkel · d1 vit cirkel · g1 vit cirkel | d8 vit cirkel · h8 vit cirkel · a7 vit cirkel · d7 vit cirkel · g7 vit cirkel · b6 vit cirkel · d6 vit cirkel · f6 vit cirkel · c5 vit cirkel · d5 vit cirkel · e5 vit cirkel · a4 vit cirkel · b4 vit cirkel · c4 vit cirkel · d4 vit drottning · e4 vit cirkel · f4 vit cirkel · g4 vit cirkel · h4 vit cirkel · c3 vit cirkel · d3 vit cirkel · e3 vit cirkel · b2 vit cirkel · d2 vit cirkel · f2 vit cirkel · a1 vit cirkel · d1 vit cirkel · g1 vit cirkel | 7 |
| 6 | d8 vit cirkel · h8 vit cirkel · a7 vit cirkel · d7 vit cirkel · g7 vit cirkel · b6 vit cirkel · d6 vit cirkel · f6 vit cirkel · c5 vit cirkel · d5 vit cirkel · e5 vit cirkel · a4 vit cirkel · b4 vit cirkel · c4 vit cirkel · d4 vit drottning · e4 vit cirkel · f4 vit cirkel · g4 vit cirkel · h4 vit cirkel · c3 vit cirkel · d3 vit cirkel · e3 vit cirkel · b2 vit cirkel · d2 vit cirkel · f2 vit cirkel · a1 vit cirkel · d1 vit cirkel · g1 vit cirkel | d8 vit cirkel · h8 vit cirkel · a7 vit cirkel · d7 vit cirkel · g7 vit cirkel · b6 vit cirkel · d6 vit cirkel · f6 vit cirkel · c5 vit cirkel · d5 vit cirkel · e5 vit cirkel · a4 vit cirkel · b4 vit cirkel · c4 vit cirkel · d4 vit drottning · e4 vit cirkel · f4 vit cirkel · g4 vit cirkel · h4 vit cirkel · c3 vit cirkel · d3 vit cirkel · e3 vit cirkel · b2 vit cirkel · d2 vit cirkel · f2 vit cirkel · a1 vit cirkel · d1 vit cirkel · g1 vit cirkel | d8 vit cirkel · h8 vit cirkel · a7 vit cirkel · d7 vit cirkel · g7 vit cirkel · b6 vit cirkel · d6 vit cirkel · f6 vit cirkel · c5 vit cirkel · d5 vit cirkel · e5 vit cirkel · a4 vit cirkel · b4 vit cirkel · c4 vit cirkel · d4 vit drottning · e4 vit cirkel · f4 vit cirkel · g4 vit cirkel · h4 vit cirkel · c3 vit cirkel · d3 vit cirkel · e3 vit cirkel · b2 vit cirkel · d2 vit cirkel · f2 vit cirkel · a1 vit cirkel · d1 vit cirkel · g1 vit cirkel | d8 vit cirkel · h8 vit cirkel · a7 vit cirkel · d7 vit cirkel · g7 vit cirkel · b6 vit cirkel · d6 vit cirkel · f6 vit cirkel · c5 vit cirkel · d5 vit cirkel · e5 vit cirkel · a4 vit cirkel · b4 vit cirkel · c4 vit cirkel · d4 vit drottning · e4 vit cirkel · f4 vit cirkel · g4 vit cirkel · h4 vit cirkel · c3 vit cirkel · d3 vit cirkel · e3 vit cirkel · b2 vit cirkel · d2 vit cirkel · f2 vit cirkel · a1 vit cirkel · d1 vit cirkel · g1 vit cirkel | d8 vit cirkel · h8 vit cirkel · a7 vit cirkel · d7 vit cirkel · g7 vit cirkel · b6 vit cirkel · d6 vit cirkel · f6 vit cirkel · c5 vit cirkel · d5 vit cirkel · e5 vit cirkel · a4 vit cirkel · b4 vit cirkel · c4 vit cirkel · d4 vit drottning · e4 vit cirkel · f4 vit cirkel · g4 vit cirkel · h4 vit cirkel · c3 vit cirkel · d3 vit cirkel · e3 vit cirkel · b2 vit cirkel · d2 vit cirkel · f2 vit cirkel · a1 vit cirkel · d1 vit cirkel · g1 vit cirkel | d8 vit cirkel · h8 vit cirkel · a7 vit cirkel · d7 vit cirkel · g7 vit cirkel · b6 vit cirkel · d6 vit cirkel · f6 vit cirkel · c5 vit cirkel · d5 vit cirkel · e5 vit cirkel · a4 vit cirkel · b4 vit cirkel · c4 vit cirkel · d4 vit drottning · e4 vit cirkel · f4 vit cirkel · g4 vit cirkel · h4 vit cirkel · c3 vit cirkel · d3 vit cirkel · e3 vit cirkel · b2 vit cirkel · d2 vit cirkel · f2 vit cirkel · a1 vit cirkel · d1 vit cirkel · g1 vit cirkel | d8 vit cirkel · h8 vit cirkel · a7 vit cirkel · d7 vit cirkel · g7 vit cirkel · b6 vit cirkel · d6 vit cirkel · f6 vit cirkel · c5 vit cirkel · d5 vit cirkel · e5 vit cirkel · a4 vit cirkel · b4 vit cirkel · c4 vit cirkel · d4 vit drottning · e4 vit cirkel · f4 vit cirkel · g4 vit cirkel · h4 vit cirkel · c3 vit cirkel · d3 vit cirkel · e3 vit cirkel · b2 vit cirkel · d2 vit cirkel · f2 vit cirkel · a1 vit cirkel · d1 vit cirkel · g1 vit cirkel | d8 vit cirkel · h8 vit cirkel · a7 vit cirkel · d7 vit cirkel · g7 vit cirkel · b6 vit cirkel · d6 vit cirkel · f6 vit cirkel · c5 vit cirkel · d5 vit cirkel · e5 vit cirkel · a4 vit cirkel · b4 vit cirkel · c4 vit cirkel · d4 vit drottning · e4 vit cirkel · f4 vit cirkel · g4 vit cirkel · h4 vit cirkel · c3 vit cirkel · d3 vit cirkel · e3 vit cirkel · b2 vit cirkel · d2 vit cirkel · f2 vit cirkel · a1 vit cirkel · d1 vit cirkel · g1 vit cirkel | 6 |
| 5 | d8 vit cirkel · h8 vit cirkel · a7 vit cirkel · d7 vit cirkel · g7 vit cirkel · b6 vit cirkel · d6 vit cirkel · f6 vit cirkel · c5 vit cirkel · d5 vit cirkel · e5 vit cirkel · a4 vit cirkel · b4 vit cirkel · c4 vit cirkel · d4 vit drottning · e4 vit cirkel · f4 vit cirkel · g4 vit cirkel · h4 vit cirkel · c3 vit cirkel · d3 vit cirkel · e3 vit cirkel · b2 vit cirkel · d2 vit cirkel · f2 vit cirkel · a1 vit cirkel · d1 vit cirkel · g1 vit cirkel | d8 vit cirkel · h8 vit cirkel · a7 vit cirkel · d7 vit cirkel · g7 vit cirkel · b6 vit cirkel · d6 vit cirkel · f6 vit cirkel · c5 vit cirkel · d5 vit cirkel · e5 vit cirkel · a4 vit cirkel · b4 vit cirkel · c4 vit cirkel · d4 vit drottning · e4 vit cirkel · f4 vit cirkel · g4 vit cirkel · h4 vit cirkel · c3 vit cirkel · d3 vit cirkel · e3 vit cirkel · b2 vit cirkel · d2 vit cirkel · f2 vit cirkel · a1 vit cirkel · d1 vit cirkel · g1 vit cirkel | d8 vit cirkel · h8 vit cirkel · a7 vit cirkel · d7 vit cirkel · g7 vit cirkel · b6 vit cirkel · d6 vit cirkel · f6 vit cirkel · c5 vit cirkel · d5 vit cirkel · e5 vit cirkel · a4 vit cirkel · b4 vit cirkel · c4 vit cirkel · d4 vit drottning · e4 vit cirkel · f4 vit cirkel · g4 vit cirkel · h4 vit cirkel · c3 vit cirkel · d3 vit cirkel · e3 vit cirkel · b2 vit cirkel · d2 vit cirkel · f2 vit cirkel · a1 vit cirkel · d1 vit cirkel · g1 vit cirkel | d8 vit cirkel · h8 vit cirkel · a7 vit cirkel · d7 vit cirkel · g7 vit cirkel · b6 vit cirkel · d6 vit cirkel · f6 vit cirkel · c5 vit cirkel · d5 vit cirkel · e5 vit cirkel · a4 vit cirkel · b4 vit cirkel · c4 vit cirkel · d4 vit drottning · e4 vit cirkel · f4 vit cirkel · g4 vit cirkel · h4 vit cirkel · c3 vit cirkel · d3 vit cirkel · e3 vit cirkel · b2 vit cirkel · d2 vit cirkel · f2 vit cirkel · a1 vit cirkel · d1 vit cirkel · g1 vit cirkel | d8 vit cirkel · h8 vit cirkel · a7 vit cirkel · d7 vit cirkel · g7 vit cirkel · b6 vit cirkel · d6 vit cirkel · f6 vit cirkel · c5 vit cirkel · d5 vit cirkel · e5 vit cirkel · a4 vit cirkel · b4 vit cirkel · c4 vit cirkel · d4 vit drottning · e4 vit cirkel · f4 vit cirkel · g4 vit cirkel · h4 vit cirkel · c3 vit cirkel · d3 vit cirkel · e3 vit cirkel · b2 vit cirkel · d2 vit cirkel · f2 vit cirkel · a1 vit cirkel · d1 vit cirkel · g1 vit cirkel | d8 vit cirkel · h8 vit cirkel · a7 vit cirkel · d7 vit cirkel · g7 vit cirkel · b6 vit cirkel · d6 vit cirkel · f6 vit cirkel · c5 vit cirkel · d5 vit cirkel · e5 vit cirkel · a4 vit cirkel · b4 vit cirkel · c4 vit cirkel · d4 vit drottning · e4 vit cirkel · f4 vit cirkel · g4 vit cirkel · h4 vit cirkel · c3 vit cirkel · d3 vit cirkel · e3 vit cirkel · b2 vit cirkel · d2 vit cirkel · f2 vit cirkel · a1 vit cirkel · d1 vit cirkel · g1 vit cirkel | d8 vit cirkel · h8 vit cirkel · a7 vit cirkel · d7 vit cirkel · g7 vit cirkel · b6 vit cirkel · d6 vit cirkel · f6 vit cirkel · c5 vit cirkel · d5 vit cirkel · e5 vit cirkel · a4 vit cirkel · b4 vit cirkel · c4 vit cirkel · d4 vit drottning · e4 vit cirkel · f4 vit cirkel · g4 vit cirkel · h4 vit cirkel · c3 vit cirkel · d3 vit cirkel · e3 vit cirkel · b2 vit cirkel · d2 vit cirkel · f2 vit cirkel · a1 vit cirkel · d1 vit cirkel · g1 vit cirkel | d8 vit cirkel · h8 vit cirkel · a7 vit cirkel · d7 vit cirkel · g7 vit cirkel · b6 vit cirkel · d6 vit cirkel · f6 vit cirkel · c5 vit cirkel · d5 vit cirkel · e5 vit cirkel · a4 vit cirkel · b4 vit cirkel · c4 vit cirkel · d4 vit drottning · e4 vit cirkel · f4 vit cirkel · g4 vit cirkel · h4 vit cirkel · c3 vit cirkel · d3 vit cirkel · e3 vit cirkel · b2 vit cirkel · d2 vit cirkel · f2 vit cirkel · a1 vit cirkel · d1 vit cirkel · g1 vit cirkel | 5 |
| 4 | d8 vit cirkel · h8 vit cirkel · a7 vit cirkel · d7 vit cirkel · g7 vit cirkel · b6 vit cirkel · d6 vit cirkel · f6 vit cirkel · c5 vit cirkel · d5 vit cirkel · e5 vit cirkel · a4 vit cirkel · b4 vit cirkel · c4 vit cirkel · d4 vit drottning · e4 vit cirkel · f4 vit cirkel · g4 vit cirkel · h4 vit cirkel · c3 vit cirkel · d3 vit cirkel · e3 vit cirkel · b2 vit cirkel · d2 vit cirkel · f2 vit cirkel · a1 vit cirkel · d1 vit cirkel · g1 vit cirkel | d8 vit cirkel · h8 vit cirkel · a7 vit cirkel · d7 vit cirkel · g7 vit cirkel · b6 vit cirkel · d6 vit cirkel · f6 vit cirkel · c5 vit cirkel · d5 vit cirkel · e5 vit cirkel · a4 vit cirkel · b4 vit cirkel · c4 vit cirkel · d4 vit drottning · e4 vit cirkel · f4 vit cirkel · g4 vit cirkel · h4 vit cirkel · c3 vit cirkel · d3 vit cirkel · e3 vit cirkel · b2 vit cirkel · d2 vit cirkel · f2 vit cirkel · a1 vit cirkel · d1 vit cirkel · g1 vit cirkel | d8 vit cirkel · h8 vit cirkel · a7 vit cirkel · d7 vit cirkel · g7 vit cirkel · b6 vit cirkel · d6 vit cirkel · f6 vit cirkel · c5 vit cirkel · d5 vit cirkel · e5 vit cirkel · a4 vit cirkel · b4 vit cirkel · c4 vit cirkel · d4 vit drottning · e4 vit cirkel · f4 vit cirkel · g4 vit cirkel · h4 vit cirkel · c3 vit cirkel · d3 vit cirkel · e3 vit cirkel · b2 vit cirkel · d2 vit cirkel · f2 vit cirkel · a1 vit cirkel · d1 vit cirkel · g1 vit cirkel | d8 vit cirkel · h8 vit cirkel · a7 vit cirkel · d7 vit cirkel · g7 vit cirkel · b6 vit cirkel · d6 vit cirkel · f6 vit cirkel · c5 vit cirkel · d5 vit cirkel · e5 vit cirkel · a4 vit cirkel · b4 vit cirkel · c4 vit cirkel · d4 vit drottning · e4 vit cirkel · f4 vit cirkel · g4 vit cirkel · h4 vit cirkel · c3 vit cirkel · d3 vit cirkel · e3 vit cirkel · b2 vit cirkel · d2 vit cirkel · f2 vit cirkel · a1 vit cirkel · d1 vit cirkel · g1 vit cirkel | d8 vit cirkel · h8 vit cirkel · a7 vit cirkel · d7 vit cirkel · g7 vit cirkel · b6 vit cirkel · d6 vit cirkel · f6 vit cirkel · c5 vit cirkel · d5 vit cirkel · e5 vit cirkel · a4 vit cirkel · b4 vit cirkel · c4 vit cirkel · d4 vit drottning · e4 vit cirkel · f4 vit cirkel · g4 vit cirkel · h4 vit cirkel · c3 vit cirkel · d3 vit cirkel · e3 vit cirkel · b2 vit cirkel · d2 vit cirkel · f2 vit cirkel · a1 vit cirkel · d1 vit cirkel · g1 vit cirkel | d8 vit cirkel · h8 vit cirkel · a7 vit cirkel · d7 vit cirkel · g7 vit cirkel · b6 vit cirkel · d6 vit cirkel · f6 vit cirkel · c5 vit cirkel · d5 vit cirkel · e5 vit cirkel · a4 vit cirkel · b4 vit cirkel · c4 vit cirkel · d4 vit drottning · e4 vit cirkel · f4 vit cirkel · g4 vit cirkel · h4 vit cirkel · c3 vit cirkel · d3 vit cirkel · e3 vit cirkel · b2 vit cirkel · d2 vit cirkel · f2 vit cirkel · a1 vit cirkel · d1 vit cirkel · g1 vit cirkel | d8 vit cirkel · h8 vit cirkel · a7 vit cirkel · d7 vit cirkel · g7 vit cirkel · b6 vit cirkel · d6 vit cirkel · f6 vit cirkel · c5 vit cirkel · d5 vit cirkel · e5 vit cirkel · a4 vit cirkel · b4 vit cirkel · c4 vit cirkel · d4 vit drottning · e4 vit cirkel · f4 vit cirkel · g4 vit cirkel · h4 vit cirkel · c3 vit cirkel · d3 vit cirkel · e3 vit cirkel · b2 vit cirkel · d2 vit cirkel · f2 vit cirkel · a1 vit cirkel · d1 vit cirkel · g1 vit cirkel | d8 vit cirkel · h8 vit cirkel · a7 vit cirkel · d7 vit cirkel · g7 vit cirkel · b6 vit cirkel · d6 vit cirkel · f6 vit cirkel · c5 vit cirkel · d5 vit cirkel · e5 vit cirkel · a4 vit cirkel · b4 vit cirkel · c4 vit cirkel · d4 vit drottning · e4 vit cirkel · f4 vit cirkel · g4 vit cirkel · h4 vit cirkel · c3 vit cirkel · d3 vit cirkel · e3 vit cirkel · b2 vit cirkel · d2 vit cirkel · f2 vit cirkel · a1 vit cirkel · d1 vit cirkel · g1 vit cirkel | 4 |
| 3 | d8 vit cirkel · h8 vit cirkel · a7 vit cirkel · d7 vit cirkel · g7 vit cirkel · b6 vit cirkel · d6 vit cirkel · f6 vit cirkel · c5 vit cirkel · d5 vit cirkel · e5 vit cirkel · a4 vit cirkel · b4 vit cirkel · c4 vit cirkel · d4 vit drottning · e4 vit cirkel · f4 vit cirkel · g4 vit cirkel · h4 vit cirkel · c3 vit cirkel · d3 vit cirkel · e3 vit cirkel · b2 vit cirkel · d2 vit cirkel · f2 vit cirkel · a1 vit cirkel · d1 vit cirkel · g1 vit cirkel | d8 vit cirkel · h8 vit cirkel · a7 vit cirkel · d7 vit cirkel · g7 vit cirkel · b6 vit cirkel · d6 vit cirkel · f6 vit cirkel · c5 vit cirkel · d5 vit cirkel · e5 vit cirkel · a4 vit cirkel · b4 vit cirkel · c4 vit cirkel · d4 vit drottning · e4 vit cirkel · f4 vit cirkel · g4 vit cirkel · h4 vit cirkel · c3 vit cirkel · d3 vit cirkel · e3 vit cirkel · b2 vit cirkel · d2 vit cirkel · f2 vit cirkel · a1 vit cirkel · d1 vit cirkel · g1 vit cirkel | d8 vit cirkel · h8 vit cirkel · a7 vit cirkel · d7 vit cirkel · g7 vit cirkel · b6 vit cirkel · d6 vit cirkel · f6 vit cirkel · c5 vit cirkel · d5 vit cirkel · e5 vit cirkel · a4 vit cirkel · b4 vit cirkel · c4 vit cirkel · d4 vit drottning · e4 vit cirkel · f4 vit cirkel · g4 vit cirkel · h4 vit cirkel · c3 vit cirkel · d3 vit cirkel · e3 vit cirkel · b2 vit cirkel · d2 vit cirkel · f2 vit cirkel · a1 vit cirkel · d1 vit cirkel · g1 vit cirkel | d8 vit cirkel · h8 vit cirkel · a7 vit cirkel · d7 vit cirkel · g7 vit cirkel · b6 vit cirkel · d6 vit cirkel · f6 vit cirkel · c5 vit cirkel · d5 vit cirkel · e5 vit cirkel · a4 vit cirkel · b4 vit cirkel · c4 vit cirkel · d4 vit drottning · e4 vit cirkel · f4 vit cirkel · g4 vit cirkel · h4 vit cirkel · c3 vit cirkel · d3 vit cirkel · e3 vit cirkel · b2 vit cirkel · d2 vit cirkel · f2 vit cirkel · a1 vit cirkel · d1 vit cirkel · g1 vit cirkel | d8 vit cirkel · h8 vit cirkel · a7 vit cirkel · d7 vit cirkel · g7 vit cirkel · b6 vit cirkel · d6 vit cirkel · f6 vit cirkel · c5 vit cirkel · d5 vit cirkel · e5 vit cirkel · a4 vit cirkel · b4 vit cirkel · c4 vit cirkel · d4 vit drottning · e4 vit cirkel · f4 vit cirkel · g4 vit cirkel · h4 vit cirkel · c3 vit cirkel · d3 vit cirkel · e3 vit cirkel · b2 vit cirkel · d2 vit cirkel · f2 vit cirkel · a1 vit cirkel · d1 vit cirkel · g1 vit cirkel | d8 vit cirkel · h8 vit cirkel · a7 vit cirkel · d7 vit cirkel · g7 vit cirkel · b6 vit cirkel · d6 vit cirkel · f6 vit cirkel · c5 vit cirkel · d5 vit cirkel · e5 vit cirkel · a4 vit cirkel · b4 vit cirkel · c4 vit cirkel · d4 vit drottning · e4 vit cirkel · f4 vit cirkel · g4 vit cirkel · h4 vit cirkel · c3 vit cirkel · d3 vit cirkel · e3 vit cirkel · b2 vit cirkel · d2 vit cirkel · f2 vit cirkel · a1 vit cirkel · d1 vit cirkel · g1 vit cirkel | d8 vit cirkel · h8 vit cirkel · a7 vit cirkel · d7 vit cirkel · g7 vit cirkel · b6 vit cirkel · d6 vit cirkel · f6 vit cirkel · c5 vit cirkel · d5 vit cirkel · e5 vit cirkel · a4 vit cirkel · b4 vit cirkel · c4 vit cirkel · d4 vit drottning · e4 vit cirkel · f4 vit cirkel · g4 vit cirkel · h4 vit cirkel · c3 vit cirkel · d3 vit cirkel · e3 vit cirkel · b2 vit cirkel · d2 vit cirkel · f2 vit cirkel · a1 vit cirkel · d1 vit cirkel · g1 vit cirkel | d8 vit cirkel · h8 vit cirkel · a7 vit cirkel · d7 vit cirkel · g7 vit cirkel · b6 vit cirkel · d6 vit cirkel · f6 vit cirkel · c5 vit cirkel · d5 vit cirkel · e5 vit cirkel · a4 vit cirkel · b4 vit cirkel · c4 vit cirkel · d4 vit drottning · e4 vit cirkel · f4 vit cirkel · g4 vit cirkel · h4 vit cirkel · c3 vit cirkel · d3 vit cirkel · e3 vit cirkel · b2 vit cirkel · d2 vit cirkel · f2 vit cirkel · a1 vit cirkel · d1 vit cirkel · g1 vit cirkel | 3 |
| 2 | d8 vit cirkel · h8 vit cirkel · a7 vit cirkel · d7 vit cirkel · g7 vit cirkel · b6 vit cirkel · d6 vit cirkel · f6 vit cirkel · c5 vit cirkel · d5 vit cirkel · e5 vit cirkel · a4 vit cirkel · b4 vit cirkel · c4 vit cirkel · d4 vit drottning · e4 vit cirkel · f4 vit cirkel · g4 vit cirkel · h4 vit cirkel · c3 vit cirkel · d3 vit cirkel · e3 vit cirkel · b2 vit cirkel · d2 vit cirkel · f2 vit cirkel · a1 vit cirkel · d1 vit cirkel · g1 vit cirkel | d8 vit cirkel · h8 vit cirkel · a7 vit cirkel · d7 vit cirkel · g7 vit cirkel · b6 vit cirkel · d6 vit cirkel · f6 vit cirkel · c5 vit cirkel · d5 vit cirkel · e5 vit cirkel · a4 vit cirkel · b4 vit cirkel · c4 vit cirkel · d4 vit drottning · e4 vit cirkel · f4 vit cirkel · g4 vit cirkel · h4 vit cirkel · c3 vit cirkel · d3 vit cirkel · e3 vit cirkel · b2 vit cirkel · d2 vit cirkel · f2 vit cirkel · a1 vit cirkel · d1 vit cirkel · g1 vit cirkel | d8 vit cirkel · h8 vit cirkel · a7 vit cirkel · d7 vit cirkel · g7 vit cirkel · b6 vit cirkel · d6 vit cirkel · f6 vit cirkel · c5 vit cirkel · d5 vit cirkel · e5 vit cirkel · a4 vit cirkel · b4 vit cirkel · c4 vit cirkel · d4 vit drottning · e4 vit cirkel · f4 vit cirkel · g4 vit cirkel · h4 vit cirkel · c3 vit cirkel · d3 vit cirkel · e3 vit cirkel · b2 vit cirkel · d2 vit cirkel · f2 vit cirkel · a1 vit cirkel · d1 vit cirkel · g1 vit cirkel | d8 vit cirkel · h8 vit cirkel · a7 vit cirkel · d7 vit cirkel · g7 vit cirkel · b6 vit cirkel · d6 vit cirkel · f6 vit cirkel · c5 vit cirkel · d5 vit cirkel · e5 vit cirkel · a4 vit cirkel · b4 vit cirkel · c4 vit cirkel · d4 vit drottning · e4 vit cirkel · f4 vit cirkel · g4 vit cirkel · h4 vit cirkel · c3 vit cirkel · d3 vit cirkel · e3 vit cirkel · b2 vit cirkel · d2 vit cirkel · f2 vit cirkel · a1 vit cirkel · d1 vit cirkel · g1 vit cirkel | d8 vit cirkel · h8 vit cirkel · a7 vit cirkel · d7 vit cirkel · g7 vit cirkel · b6 vit cirkel · d6 vit cirkel · f6 vit cirkel · c5 vit cirkel · d5 vit cirkel · e5 vit cirkel · a4 vit cirkel · b4 vit cirkel · c4 vit cirkel · d4 vit drottning · e4 vit cirkel · f4 vit cirkel · g4 vit cirkel · h4 vit cirkel · c3 vit cirkel · d3 vit cirkel · e3 vit cirkel · b2 vit cirkel · d2 vit cirkel · f2 vit cirkel · a1 vit cirkel · d1 vit cirkel · g1 vit cirkel | d8 vit cirkel · h8 vit cirkel · a7 vit cirkel · d7 vit cirkel · g7 vit cirkel · b6 vit cirkel · d6 vit cirkel · f6 vit cirkel · c5 vit cirkel · d5 vit cirkel · e5 vit cirkel · a4 vit cirkel · b4 vit cirkel · c4 vit cirkel · d4 vit drottning · e4 vit cirkel · f4 vit cirkel · g4 vit cirkel · h4 vit cirkel · c3 vit cirkel · d3 vit cirkel · e3 vit cirkel · b2 vit cirkel · d2 vit cirkel · f2 vit cirkel · a1 vit cirkel · d1 vit cirkel · g1 vit cirkel | d8 vit cirkel · h8 vit cirkel · a7 vit cirkel · d7 vit cirkel · g7 vit cirkel · b6 vit cirkel · d6 vit cirkel · f6 vit cirkel · c5 vit cirkel · d5 vit cirkel · e5 vit cirkel · a4 vit cirkel · b4 vit cirkel · c4 vit cirkel · d4 vit drottning · e4 vit cirkel · f4 vit cirkel · g4 vit cirkel · h4 vit cirkel · c3 vit cirkel · d3 vit cirkel · e3 vit cirkel · b2 vit cirkel · d2 vit cirkel · f2 vit cirkel · a1 vit cirkel · d1 vit cirkel · g1 vit cirkel | d8 vit cirkel · h8 vit cirkel · a7 vit cirkel · d7 vit cirkel · g7 vit cirkel · b6 vit cirkel · d6 vit cirkel · f6 vit cirkel · c5 vit cirkel · d5 vit cirkel · e5 vit cirkel · a4 vit cirkel · b4 vit cirkel · c4 vit cirkel · d4 vit drottning · e4 vit cirkel · f4 vit cirkel · g4 vit cirkel · h4 vit cirkel · c3 vit cirkel · d3 vit cirkel · e3 vit cirkel · b2 vit cirkel · d2 vit cirkel · f2 vit cirkel · a1 vit cirkel · d1 vit cirkel · g1 vit cirkel | 2 |
| 1 | d8 vit cirkel · h8 vit cirkel · a7 vit cirkel · d7 vit cirkel · g7 vit cirkel · b6 vit cirkel · d6 vit cirkel · f6 vit cirkel · c5 vit cirkel · d5 vit cirkel · e5 vit cirkel · a4 vit cirkel · b4 vit cirkel · c4 vit cirkel · d4 vit drottning · e4 vit cirkel · f4 vit cirkel · g4 vit cirkel · h4 vit cirkel · c3 vit cirkel · d3 vit cirkel · e3 vit cirkel · b2 vit cirkel · d2 vit cirkel · f2 vit cirkel · a1 vit cirkel · d1 vit cirkel · g1 vit cirkel | d8 vit cirkel · h8 vit cirkel · a7 vit cirkel · d7 vit cirkel · g7 vit cirkel · b6 vit cirkel · d6 vit cirkel · f6 vit cirkel · c5 vit cirkel · d5 vit cirkel · e5 vit cirkel · a4 vit cirkel · b4 vit cirkel · c4 vit cirkel · d4 vit drottning · e4 vit cirkel · f4 vit cirkel · g4 vit cirkel · h4 vit cirkel · c3 vit cirkel · d3 vit cirkel · e3 vit cirkel · b2 vit cirkel · d2 vit cirkel · f2 vit cirkel · a1 vit cirkel · d1 vit cirkel · g1 vit cirkel | d8 vit cirkel · h8 vit cirkel · a7 vit cirkel · d7 vit cirkel · g7 vit cirkel · b6 vit cirkel · d6 vit cirkel · f6 vit cirkel · c5 vit cirkel · d5 vit cirkel · e5 vit cirkel · a4 vit cirkel · b4 vit cirkel · c4 vit cirkel · d4 vit drottning · e4 vit cirkel · f4 vit cirkel · g4 vit cirkel · h4 vit cirkel · c3 vit cirkel · d3 vit cirkel · e3 vit cirkel · b2 vit cirkel · d2 vit cirkel · f2 vit cirkel · a1 vit cirkel · d1 vit cirkel · g1 vit cirkel | d8 vit cirkel · h8 vit cirkel · a7 vit cirkel · d7 vit cirkel · g7 vit cirkel · b6 vit cirkel · d6 vit cirkel · f6 vit cirkel · c5 vit cirkel · d5 vit cirkel · e5 vit cirkel · a4 vit cirkel · b4 vit cirkel · c4 vit cirkel · d4 vit drottning · e4 vit cirkel · f4 vit cirkel · g4 vit cirkel · h4 vit cirkel · c3 vit cirkel · d3 vit cirkel · e3 vit cirkel · b2 vit cirkel · d2 vit cirkel · f2 vit cirkel · a1 vit cirkel · d1 vit cirkel · g1 vit cirkel | d8 vit cirkel · h8 vit cirkel · a7 vit cirkel · d7 vit cirkel · g7 vit cirkel · b6 vit cirkel · d6 vit cirkel · f6 vit cirkel · c5 vit cirkel · d5 vit cirkel · e5 vit cirkel · a4 vit cirkel · b4 vit cirkel · c4 vit cirkel · d4 vit drottning · e4 vit cirkel · f4 vit cirkel · g4 vit cirkel · h4 vit cirkel · c3 vit cirkel · d3 vit cirkel · e3 vit cirkel · b2 vit cirkel · d2 vit cirkel · f2 vit cirkel · a1 vit cirkel · d1 vit cirkel · g1 vit cirkel | d8 vit cirkel · h8 vit cirkel · a7 vit cirkel · d7 vit cirkel · g7 vit cirkel · b6 vit cirkel · d6 vit cirkel · f6 vit cirkel · c5 vit cirkel · d5 vit cirkel · e5 vit cirkel · a4 vit cirkel · b4 vit cirkel · c4 vit cirkel · d4 vit drottning · e4 vit cirkel · f4 vit cirkel · g4 vit cirkel · h4 vit cirkel · c3 vit cirkel · d3 vit cirkel · e3 vit cirkel · b2 vit cirkel · d2 vit cirkel · f2 vit cirkel · a1 vit cirkel · d1 vit cirkel · g1 vit cirkel | d8 vit cirkel · h8 vit cirkel · a7 vit cirkel · d7 vit cirkel · g7 vit cirkel · b6 vit cirkel · d6 vit cirkel · f6 vit cirkel · c5 vit cirkel · d5 vit cirkel · e5 vit cirkel · a4 vit cirkel · b4 vit cirkel · c4 vit cirkel · d4 vit drottning · e4 vit cirkel · f4 vit cirkel · g4 vit cirkel · h4 vit cirkel · c3 vit cirkel · d3 vit cirkel · e3 vit cirkel · b2 vit cirkel · d2 vit cirkel · f2 vit cirkel · a1 vit cirkel · d1 vit cirkel · g1 vit cirkel | d8 vit cirkel · h8 vit cirkel · a7 vit cirkel · d7 vit cirkel · g7 vit cirkel · b6 vit cirkel · d6 vit cirkel · f6 vit cirkel · c5 vit cirkel · d5 vit cirkel · e5 vit cirkel · a4 vit cirkel · b4 vit cirkel · c4 vit cirkel · d4 vit drottning · e4 vit cirkel · f4 vit cirkel · g4 vit cirkel · h4 vit cirkel · c3 vit cirkel · d3 vit cirkel · e3 vit cirkel · b2 vit cirkel · d2 vit cirkel · f2 vit cirkel · a1 vit cirkel · d1 vit cirkel · g1 vit cirkel | 1 |
|   | a | b | c | d | e | f | g | h |   |

## Damens relativa värde
Damen brukar ges ett relativt värde på 9. Den är vanligtvis något starkare än ett torn och en löpare tillsammans, medan den är något svagare än två torn.
Damen är starkast i öppna ställningar där den kan utnyttja sin stora rörlighet och angripa svagheter i motståndarens ställning. Som försvarare i trånga ställningar är den mindre värdefull. Damen är farlig i kungsangrepp och kan skapa många taktiska hot. När damerna byts av minskar hoten mot kungen betydligt.

## Damoffer
Ett damoffer innebär att man avsiktligt ger bort damen eller byter den mot en mindre värdefull pjäs för att få en mer gynnsam position. Légals matt är ett välkänt exempel på ett damoffer.

## Unicode
Unicode har två tecken för damer.
| Namn      | Symbol | Kod    | HTML (decimal) | HTML (hex) |
| --------- | ------ | ------ | -------------- | ---------- |
| Vit dam   | ♕      | U+2655 | &#9813;        | &#x2655;   |
| Svart dam | ♛      | U+265B | &#9819;        | &#x265B;   |